# زرادخانه شپانداو
زرادخانه شپانداو مرکز طراحی و توسعه سلاح گرم برای امپراتوری آلمان از انقلاب صنعتی تا سال ۱۹۱۹ میلادی بود. شپانداو بر روی طراحی و ساخت سلاح‌های پیاده‌نظام تمرکز داشت.

## تاریخچه

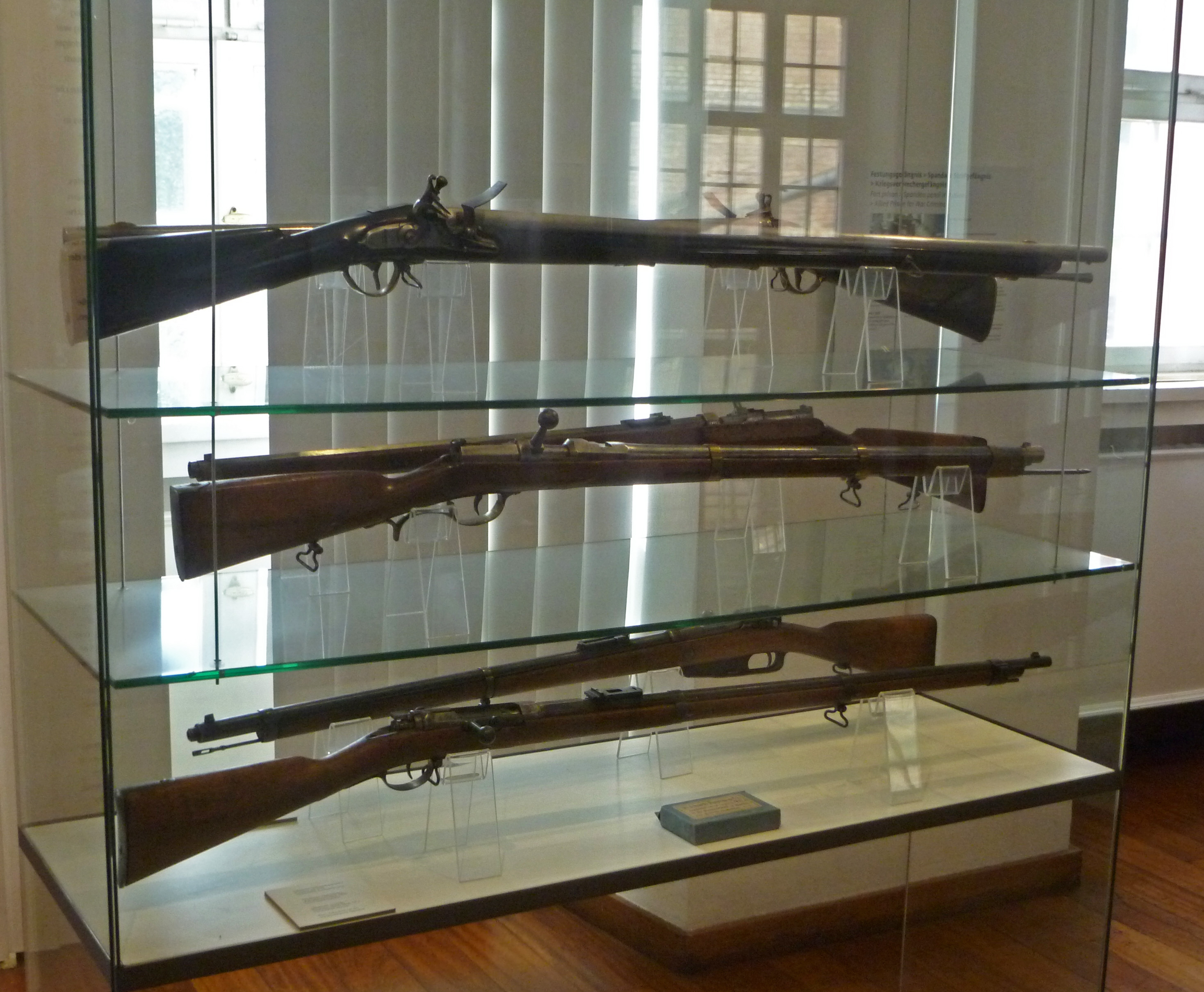
سلاح‌های تاریخی پیاده‌نظام آلمان که در موزه دژ شپانداو قرار گرفته‌اند..

کارخانه سلطنتی تفنگ پروس در سال ۱۷۷۲ میلادی توسط فریدریش ویلهلم یکم در پوتسدام و نزدیک به رود هافل ساخته شد. این کارخانه در ابتدا در دست بخش خصوصی بود تا هنگامی که حوالی سال ۱۸۵۰ به هم‌ریزگاه رود شپری در در غربی‌ترین دهکده برلین به نام شپانداو منتقل شد. زرادخانه نخست در قسمت شرقی دژ شپانداو قرار داشت اما سپس به درون این دژ عصر رنسانس هم گسترش یافت. این زرادخانه از انقلاب صنعتی دوم تا هنگام غیرنظامی شدن بر اثر امضا پیمان ورسای در سال ۱۹۱۹ میلادی زیر نظر دولت بر روی طراحی و ساخت سلاح‌های انفرادی تمرکز داشت. پس از غیرنظامی شدن، این کارخانه به تولید کالاهای غیرنظامی تحت نظر شرکت دولتی دویچه ورکه پرداخت. در دهه ۱۹۳۰ زرادخانه به آزمایشگاه تولید حشره‌کش ارگانوفسفات تبدیل شد و پس از جنگ جهانی دوم هم دژ را به موزه بدل نمودند.

## سلاح‌های ساخته شده
تعدادی از مهم‌ترین سلاح‌های ساخته شده در این زرادخانه عبارتند از:
- تفنگ فیتیله‌ای پوتسدام
- تفنگ سوزنی درایس
- موزر مدل ۱۸۷۱
- گهر ۱۸۸۸
- گ۹۸
- ام‌گه ۰۸